# Disputa Chu-Han
La disputa Chu–Han (xinès tradicional: 楚漢相爭 o 楚漢春秋, xinès simplificat: 楚漢相爭 o 楚漢春秋, pinyin: Chǔ Hàn xiāngzhēng, 206–202 aC) va ser un període interregne posterior a la dinastia Qin durant la història xinesa. Seguint el col·lapse de la Dinastia Qin, Xiang Yu va dividir l'antic Imperi Qin en Divuit Regnes. Dues prominents forces contendents, Chu Occidental i Han, van emergir per sobre d'aquests principats i van iniciar una lluita de poder per la supremacia de la Xina. Chu Occidental era dirigit per Xiang Yu, mentre que el líder de Han era Liu Bang. Durant aquest període, diversos reis dels divuit regnes menors també es van enfrontar entre ells, el qual fou independent del conflicte principal entre Chu i Han. La guerra va acabar amb la victòria total de Han i Liu Bang es va proclamar a si mateix Emperador de la Xina, establint la dinastia Han.

## Rerefons
En el 221 aC, l'Estat de Qin va unificar la Xina conquerint els sis altres estats principals i va establir la Dinastia Qin. No obstant, la dinastia va durar només 16 anys, ja que el seu govern va ser molt impopular entre el poble xinès per les seves polítiques opressives. En el 209 aC, Chen Sheng va liderar la Rebel·lió de Chen Sheng i Wu Guang per enderrocar a la Dinastia Qin. Encara que l'aixecament va ser aixafat, altres diverses revoltes van esclatar consecutivament pertot arreu de la Xina durant els tres anys següents. Moltes forces rebels reclamaven la restauració dels Set regnes combatents i van sorgir nombrosos pretendents als trons dels estats, resultant en la formació de molts estats insurgents. En el 206 aC, l'últim governant de Qin, Ziying, es va rendir a Liu Bang, posant fi a la dinastia.
Entre totes les forces rebels, la més poderosa era la del Regne de Chu. Un dels líders, Jing Ju es va proclamar nou rei de Chu però va ser derrotat per una altre grup rebel comandat per Xiang Liang, que va guanyar el suport de molts altres líders rebels després de la seva aclaparadora victòria en la batalla de Julu, i va servir com un líder de facto de totes les forces rebels. Després del col·lapse de Qin, Xiang va dividir l'antic imperi Qin en Divuit Regnes, cada un d'ells governant per un rei regional, i li va atorgar al Rei Huai II de Chu un títol més honorífic com a «emperador Yi de Chu». No obstant això, l'emperador no era més que un governant titella, ja que el poder de Chu raïa en mans de Xiang. Aproximadament un any després, Xiang traslladà l'Emperador Yi a la zona remota del Comtat de Chen (en l'actualitat Chenzhou, Hunan), eficaçment enviant el governant titella a l'exili. Llavors, Xiang en va emetre una ordre secreta als reis regionals de l'àrea perquè assassinaren a l'emperador durant el viatge.
Durant la divisió dels divuit regnes, Xiang nomenà a alguns generals rebels com reis regionals, tot i que aquests generals hi eren subordinats d'altres senyors, que legítimament haurien pogut ser els reis en lloc. A més, la regió Guanzhong va ser concedida als tres generals de Qin rendits, tot i que la terra havia d'haver estat legítimament per Liu Bang, segons un acord anterior que establia que tot aquell que conquerira en primer lloc Xianyang rebria el títol de "Rei de Guanzhong". En compte d'això Liu va ser enviat a la remota regió de Bashu (avui en dia Sichuan) i se'l concedí el títol de "Rei de Han". Xiang es proclamà a si mateix "Rei Hegemònic de Chu Occidental" i va governar sobre nou comandàncies en els antics territoris de Liang i Chu, amb la seva ciutat capital a Pengcheng (en l'actualitat Xuzhou).

## Etapes inicials
| Cronologia dels esdeveniments     | |
| Any                               | Esdeveniments |
| 207 aC                            | - Les forces de Xiang Yu derroten l'exèrcit Qin, dirigit per Zhang Han, a la batalla de Julu. - Final de la Dinastia Qin. - Ziying es rendeix a Liu Bang. - L'exèrcit de Liu Bang ocupa Xianyang. |
| 206 aC                            | - Banquet a la Porta Hong - L'exèrcit de Xiang Yu ocupa Xianyang i saqueja la ciutat. - Xiang Yu ascendeix al Rei Huai II de Chu a un títol més honorífic d'"Emperador Yi de Chu", i trasllada l'emperador a Chencheng. - Xiang Yu divideix l'antic Imperi Qin en els Divuit Regnes. - Xiang Yu es proclama a si mateix "Rei-Hegemònic de Chu Occidental". - A Liu Bang se li concedeix el títol de "Rei de Han". - Han Xin deixa Chu Occidental i s'uneix a Han. - Revolta a Qi - Tian Rong conquista el Regne de Qi. El governant de Qi, Tian Du, fuig Chu Occidental. - Tian Rong conquereix el Regne de Jiaodong i mata al seu governant, Tian Fu. - Xiang Yu mata a Han Cheng (Rei de Hán). - Zhang Liang s'uneix a Han. - Liu Bang nomena a Han Xin com a general. - Tian Rong va manar a Peng Yue a conquerir el Regne de Jibei i matar el seu governant, Tian An. - Ying Bu (Rei de Jiujiang) mata a l'Emperador Yi. - Han forces passen a través de Chencang de forma secreta. |
| Començament de la Disputa Chu–Han | |
| Any                               | Esdeveniments |
| 206 aC                            | - Zhang Han (Rei de Yong) és derrotat per les forces Han i es va retirar a Feiqiu. - Dong Yi (Rei de Di) i Sima Xin (Rei de Sai) es rendeixen a Han. - Zang Tu (Rei de Yan) mata a Han Guang (Rei de Liaodong). - Xiang Yu nomena a Zheng Chang com Rei de Hán. - Zhao Tuo es proclama a si mateix "Rei Wu de Nanyue". - Shen Yang (Rei de Henan) es rendeix a Han. - Revolta a Zhao - Chen Yu conquereix el Regne de Changshan. El governant de Changshan, Zhang Er, fuig a Han. - Chen Yu col·loca a Zhao Xie (Rei de Dai) com el Rei de Zhao, i es converteix ell mateix en Rei de Dai. - Hán Xin conquereix el Regne de Hán amb el suport de Han. Zheng Chang es rendeix. |
| 205 aC                            | - Xiang Yu ataca a Tian Rong. Tian Rong es retira Pingyuan i és matat allí. Xiang Yu anomena a Tian Jia com Rei de Qi. - Wei Bao (Rei de Wei) es rendeix a Han. - Sima Ang (Rei de Yin) és capturat per les forces de Han. - Tian Jia és derrotat per Tian Heng (germà menor de Tian Rong). - Tian Jia és mort per Xiang Yu després d'unir-se a Chu Occidental. - Tian Heng instaura a Tian Guang (fill de Tian Rong) com el Rei de Qi. - Batalla de Pengcheng - Dong Yi and Sima Xin fa defecció cap a Chu Occidental. - Sima Ang mor. - Peng Yue s'uneix a Han. - Batalla de Jingsuo - Liu Bang ocupa Xingyang. Les forces de Han forces comencen a construir rutes de subministrament enllaçant Xingyang i Aocang. - Liu Bang nomena al seu fill Liu Ying com el seu príncep hereu. - Les forces de Han inunden Feiqiu. Zhang Han se suïcida. - Batalla d'Anyi - Han Xin conquereix el Regne de Dai i captura al seu canceller, Xia Shuo. - Batalla de Jingxing - El Regne de Yan es rendeix a Han Xin. - Ying Bu (el Rei de Jiujiang) fa defecció cap a Han. |
| 204 aC                            | - Chu Occidental ataca les línies de subministrament de Han. - Xiang Yu destitueix a Fan Zeng després de caure en un estratagema de Chen Ping. Fan mor de malaltia durant el seu viatge de tornada a casa. - Batalla de Xingyang - Wei Bao (Rei de Wei) és assassinat per Zhou Ke i Zong Gong. Zhou i Zong moren després que Xingyang cau davant les forces de Chu. - Hán Xin (Rei de Hán) és capturat per Xiang Yu. - Yuan Sheng aconsella a Liu Bang d'atacar les ciutats de Wan i Ye. - Peng Yue derrota a l'exèrcit de Chu a Xiapi. - Xiang Yu regressa per atacar a Peng Yue. Liu Bang usa l'oportunitat per prendre Chenggao. - Xiang Yu derrota a Peng Yue, conquereix Xingyang, i assetja a Liu Bang a Chenggao. - Liu Bang evadeix el setge i escapa a Zhao. Liu assumeix el comandament de Han Xin i Zhang Er de l'exèrcit de Han a Zhao. - Gong Ao (Rei de Linjiang) mor i és succeït pel seu fill, Gong Wei. - Liu Bang envia a Li Yiji a Qi per persuadir a Tian Guang (Rei de Qi) de rendir-se a Han. - Batalla del Riu Si - Cao Jiu, Dong Yi i Sima Xin se suïciden. - Les forces de Han conquereixen Chenggao. - Han Xin ataca Qi i conquereix Lixia i Linzi (ciutat capital de Qi). Li Yiji és executat per Tian Guang. - Batalla del Riu Wei - Long Ju és mort en acció. - Tian Guang és mort mentre escapava. Tian Heng es proclama a si mateix Rei de Qi. - Liu Bang nomena a Zhang Er com Rei de Zhao. |
| 203 aC                            | - Liu Bang nomena a Han Xin com Rei de Qi. - Liu Bang nomena a Ying Bu com Rei de Huainan. - Batalla de Guling - Zhou Yin efectua defecció cap a Han. |
| 202 aC                            | - Batalla de Gaixian - Xiang Yu se suïcida. |
| Final de la Disputa Chu–Han       | |
| Any                               | Esdeveniments |
| 202 aC                            | - Reis regionals nomenats per Liu Bang: - Han Xin com el rei de Chu - Peng Yue com el rei de Liang - Hán Xin com el Rei de Hán - Wu Rui com el Rei de Changsha - Ying Bu com el Rei de Huainan - Zang Tu com el Rei de Yan - Zhang Er com el Rei de Zhao - Wuzhu com el Rei de Minyue - Liu Bang va ser proclamat Emperador de la Xina i va començar a ser conegut com a "Emperador Gaozu de Han". - Emperador Gaozu dissol l'exèrcit i concedeix amnistia als condemnats. - Zang Tu inicia una revolta. - Tian Heng (antic Rei de Qi) se suïcida a Luoyang. - Zhang Er mor i és succeït pel seu fill, Zhang Ao. - Emperor Gaozu sufoca la revolta de Zang Tu i el captura. |

### Revoltes a Qi i Zhao
En 206 aC, Liu Bang va rebre de Xiang Yu el títol de "Rei de Han" i se li va atorgar la terra de Bashu (avui dia Sichuan) per ser el seu domini. Liu llavors comptava amb uns 30.000 soldats sota el seu comandament, i amb diversos milers de civils seguint-lo. Després d'arribar a la seva destinació, Liu ordenà destruir les carreteres de galeria que dirigien a Bashu com una mesura de precaució contra qualsevol possible atac per la rereguarda i enganyà Xiang Yu fent-li creure que no tenia cap intenció de marxar de Bashu.
Mentrestant, en l'antic estat Qi, Tian Rong (canceller de Qi) hi era descontent per l'assignació dels territoris Qi per part de Xiang Yu, i va sollevar-se contra els reis regionals de Jiaodong, Qi i Jibei (col·lectivament coneguts com els Tres Qins). Tian Rong conquerí els Tres Qins i restituí Tian Fu com el Rei de Qi, però usurpà el tron per si mateix més tard. Tian va posar Peng Yue a càrrec del seu exèrcit i ordenà Peng d'atacar Chu Occidental. Tian també manà tropes per donar suport a altra revolta en l'antic estat Zhao, dirigida per Chen Yu, un antic co-canceller de Zhao. En el 205 aC, Chen va enderrocar a Zhang Er, el Rei de Changshan, va ocupar del domini de Zhang i reinstal·là Zhao Xie (el Rei de Dai) en el tron de Zhao. Xiang Yu es va sentir amenaçat per les revoltes de Qi i Zhao i va dirigir un exèrcit per atacar a Tian Rong.

### Han conquesta els Tres Qins
Mentre Xiang Yu era fora per sufocar les revoltes, Liu Bang va usar l'oportunitat per atacar els Tres Qins a Guanzhong. El general de Liu, Han Xin, va ordenar als seus homes de simular d'estar reparant les carreteres de galeria per tal de fer abaixar la guàrdia a Zhang Han (el Rei DE Yong), mentre que un altre exèrcit avançava d'amagat a través de Chencang. Zhang va ser agafat per sorpresa i derrotat per les forces de Han en dues batalles consecutives. Servint-se de l'avantatge que proporcionava la victòria, Liu Bang procedí a conquerir Longxi, Beidi i Shangjun..